# Мерелес, Эсекиэль
Эсекиэ́ль Мере́лес де ла Кинта́на (исп. Exequiel Mereles de la Quintana; род. 16 сентября 2005, Сан-Карлос, Мальдонадо) — уругвайский футболист, вингер клуба «Насьональ».

## Клубная карьера
Мерелес — воспитанник клуба «Атенас». 16 июня 2021 года в матче против «Данубио» он дебютировал в уругвайской Сегунде. 30 июля 2022 года в поединке против «Сентраль Эспаньол» Эсекиэль забил свой первый гол за «Атенас». В начале 2024 года Мерелес перешёл в «Насьональ». 25 сентября в матче Кубка Уругвая против «Фронтера Ривера» он дебютировал за основной состав. В этом же поединке Эсекиэль забил свой первый гол за «Насьональ». 30 сентября в матче против «Прогресо» он дебютировал в уругвайской Примере.